# Indische Badmintonmeisterschaft 1998/99
Die Indische Badmintonmeisterschaft der Saison 1998/1999 fand Anfang Februar 1999 in Neu-Delhi statt. Es war die 63. Austragung der nationalen Titelkämpfe im Badminton in Indien.

## Finalergebnisse
| Disziplin    | Sieger                          | Finalist                      | Ergebnis          |
| ------------ | ------------------------------- | ----------------------------- | ----------------- |
| Herreneinzel | Pullela Gopichand               | Srikant Bakshi                | 15-3, 15-3        |
| Dameneinzel  | Aparna Popat                    | P. V. V. Lakshmi              | 11-3, 11-4        |
| Herrendoppel | Jaseel P. Ismail Vincent Lobo   | Rajeev Bagga Vijaydeep Singh  | 15-10, 3-15, 15-8 |
| Damendoppel  | Manjusha Kanwar Archana Deodhar | Aparna Popat Manju T. Abraham | 15-4, 15-3        |
| Mixed        | Vincent Lobo Archana Deodhar    | Vinod Kumar Madhumita Bisht   | 16-17, 1-0, 1-0   |